# 世古延世
世古 延世（せこ のぶよ、文政7年（1824年）1月 - 明治9年（1876年）9月22日）は、幕末勤王家、官吏。通称は喜兵衛、のち格太郎（恪太郎）と改めた。

## 生涯
1824年（文政7年）正月、伊勢国松阪に生まれる。生家は代々酒造をなし紀州徳川家の御用達を務めた豪商であった。儒学を斎藤拙堂に、国学を本居内遠、足代弘訓について修めた。
維新期の傑物らしく剛直で気節に富んだ性格で、安政元年（1854年）足代弘訓とともに京都に遊学し、三条実万の知遇を得た。水戸藩密勅事件に奔走し、のち捕らえられて1年間獄に下ったすえ江戸および紀州藩領からの追放の刑に処せられ、伊勢国一志郡久米村（現 三重県松阪市）に蟄居した。
蟄居の身ながら三條実美の懐刀として意見を具申し続け、維新後伊勢山田の市井曹長を務めたのち、新政府の徴士となる。以降権判事、京都府判事、留守権判官、宮内大丞を歴任した。また伊勢神宮正遷宮式の弊習を改革して偉績を遂げた。古社寺や古文書、宝物の保存を訴え、大隈重信に申し出て古社寺保存会を作っている。
1876年（明治9年）9月22日、53歳で没。墓所は東京都港区の青山霊園。
著書に『安政文久日記』『戊午秘録』、歌集『懐雪集』等がある。